# Centre de documentation et d'étude sur la langue internationale
Le Centre de documentation et d'étude sur la langue internationale (CDELI) à La Chaux-de-Fonds, Suisse, a été créé en 1967 par Claude Gacond (eo), animateur et archiviste bénévole de ce centre à plein temps depuis 1994. 
Le CDELI est une branche de la bibliothèque municipale qui comprend plus de 20 000 documents. Neutre sur le plan de l'interlinguistique (d'où son nom en français) CDELI ne possède pas que des ouvrages en espéranto mais a pour objectif de conserver des documents sur toutes les langues construites : on y trouve les bibliothèques les plus riches en volapük et en occidental entre autres. 

## Publications
Le CDELI est l'éditeur en 2006, avec la Société suisse d'espéranto, de l'Encyclopédie suisse des langues planifiées : Universalaj Lingvoj en Svislando (eo), œuvre d'Andreas Künzli (eo)  (ISBN 2-9700425-2-5).